# Alianza anglo-sueca
La Alianza anglo-sueca fue firmada por Bulstrode Whitelocke, en representación de la Mancomunidad de Inglaterra, y por Cristina, reina de Suecia, en Upsala, Suecia. Su principal propósito era compensar la alianza pactada entre Dinamarca y los Países Bajos. Fue firmada el 28 de abril, aunque fechada el 11 de abril de 1654.